# John Connaughton
Patrick John Connaughton (Wigan, 23 settembre 1949 – Fulwood, 12 novembre 2022) è stato un calciatore inglese, di ruolo portiere.

## Carriera
Nel maggio del 1965 entra nelle giovanili del Manchester Utd, con cui nell'ottobre del 1966 firma il suo primo contratto da professionista; continua comunque a giocare nelle riserve dei Red Devils (pur essendo aggregato alla prima squadra, militante nella prima divisione inglese) fino all'ottobre del 1972: in questo lasso di tempo gioca in totale 3 partite ufficiali con la prima squadra (subendovi 6 reti), tutte nella prima divisione inglese e tutte tra il 4 ed il 12 aprile 1972; nel corso di questi sei anni trascorre inoltre dei periodi in prestito all'Halifax Town (2 presenze in quarta divisione nel 1969) ed al Torquay Utd (22 presenze in terza divisione tra il 1971 ed il 1972).
Nell'ottobre del 1972 viene ceduto per 15000 sterline allo Sheffield Utd, altro club della prima divisione inglese, dove rimane fino al termine della stagione 1973-1974: con le Blades gioca solamente una partita di campionato durante la stagione 1972-1973, mentre viene schierato titolare tra i pali in 12 occasioni durante la stagione 1973-1974, terminata la quale complice un cambio di allenatore (Ken Furphy rimpiazza John Harris) viene ceduto gratuitamente al Port Vale, in terza divisione. Trascorre quindi sei stagioni consecutive con i Valiants, quattro in terza divisione (dal 1974 al 1978) e due (dal 1978 al 1980) in quarta divisione, per un totale di 191 partite di campionato giocate con il club, terminate le quali si trasferisce in Alliance Premier League (quinta divisione e più alto livello calcistico inglese al di fuori della Football League, nato come principale torneo a girone unico sotto di essa nel 1979) all'Altrincham, con cui nella sua prima stagione vince anche il torneo stesso, senza comunque conquistare l'ammissione alla Football League (le promozioni automatiche verso di essa ancora non esistevano, tanto che il club biancorosso aveva in effetti vinto questo stesso campionato anche nella stagione 1979-1980); si ritira infine nel 1982, dopo un'ulteriore stagione in quinta divisione con l'Altrincham.
In carriera ha totalizzato complessivamente 231 partite nei campionati della Football League.

## Palmarès

### Club

#### Competizioni nazionali
- Alliance Premier League: 1

Altrincham: 1980-1981